# Olesicampe nigroplica
Olesicampe nigroplica är en stekelart som först beskrevs av Carl Gustaf Thomson 1887.  Olesicampe nigroplica ingår i släktet Olesicampe och familjen brokparasitsteklar. Arten är reproducerande i Sverige. Inga underarter finns listade i Catalogue of Life.